# Messines, Québec
Messines är en kommun i provinsen Québec i Kanada. Den ligger i regionen Outaouais, i den sydöstra delen av landet, 100 km norr om huvudstaden Ottawa.